# Nochchiyagama Division
Nochchiyagama Division är en division i Sri Lanka.   Den ligger i distriktet Anuradhapura District och provinsen Norra Centralprovinsen, i den nordvästra delen av landet, 160 km norr om huvudstaden Colombo. Antalet invånare är 49 730.